# Лијева Ријека (Подгорица)
Лијева Ријека је насељено мјесто у граду Подгорици у Црној Гори. Према попису из 2023. било је 21 становника.

## Историја
Именом Лијева Ријека зове се најстарији дио Васојевића, према предању колијевка племена. На питање откуда назив Лијева Ријека мјештани не дају никакво објашњење. Раније се Лијева Ријека, по свему судећи, звала Васојевићи. Управо она се сама рачунала као Горњи Васојевићи, како смо то раније видјели. Могло би се дати овакво објашњење о настанку имена Лијеве Ријеке. Главном долином насеља тече речица која се по саставу два своја изборна крака- потока од Ковачице и потока од Лопата назива просто Ријека. Исто име носи и насеље око воде све до Ножице, гдје се ова ријека састаје са другом рјечицом која се зове Љеваја (долази од Птича), чијом долином насеље такође носи назив истога имена (Љеваја). По пресељењу преко Кома, пошто су и тамо постали једни Васојевићим стала су се ова два главна дијела племена називати посебним именима. Васојевићи око Лима назвали су насеље својих саплеменика на старевини васојевићкој, Лијева Ријека, а Љеворечани насеља оних – Нахија.

## Демографија
У насељу Лијева Ријека живи 45 пунолетних становника, а просечна старост становништва износи 41,6 година (37,5 код мушкараца и 45,3 код жена). У насељу има 16 домаћинстава, а просечан број чланова по домаћинству је 3,31.
Ово насеље је углавном насељено Србима (према попису из 2003. године), а у последња три пописа, примећен је пад у броју становника.
|  |

| Демографија | Демографија | Демографија |
| Година      | Становника  | Становника  |
| ----------- | ----------- | ----------- |
|             |             |             |
|             |             |             |
|             |             |             |
|             |             |             |
| 1948.       | 193         |             |
| 1953.       | 227         |             |
| 1961.       | 251         |             |
| 1971.       | 166         |             |
| 1981.       | 85          |             |
| 1991.       | 78          | 78          |
| 2003.       | 53          | 53          |
| 2011.       |             | 36          |

| Национални састав према попису из 2003.‍ | Национални састав према попису из 2003.‍ | Национални састав према попису из 2003.‍ | Национални састав према попису из 2003.‍ | Национални састав према попису из 2003.‍ |
| --------------------------------------- | --------------------------------------- | --------------------------------------- | --------------------------------------- | --------------------------------------- |
|                                         |                                         |                                         |                                         |                                         |
| Срби                                    | Срби                                    |                                         | 37                                      | 69,81%                                  |
| Црногорци                               | Црногорци                               |                                         | 5                                       | 9,43%                                   |

| Национални састав према попису из 2011.‍ | Национални састав према попису из 2011.‍ | Национални састав према попису из 2011.‍ | Национални састав према попису из 2011.‍ | Национални састав према попису из 2011.‍ |
| --------------------------------------- | --------------------------------------- | --------------------------------------- | --------------------------------------- | --------------------------------------- |
|                                         |                                         |                                         |                                         |                                         |
| Срби                                    | Срби                                    |                                         | 27                                      | 75%                                     |
| Црногорци                               | Црногорци                               |                                         | 8                                       | 22,22%                                  |

| Година пописа     | 1948. | 1953. | 1961. | 1971. | 1981. | 1991. | 2003. |
| ----------------- | ----- | ----- | ----- | ----- | ----- | ----- | ----- |
| Број домаћинстава | 49    | 62    | 60    | 39    | 23    | 24    | 16    |

| Број чланова      | 1  | 2 | 3 | 4 | 5 | 6 | 7 | 8 | 9 | 10 и више | Просек |
| ----------------- | -- | - | - | - | - | - | - | - | - | --------- | ------ |
| Број домаћинстава | 16 | 3 | 2 | 3 | 3 | 5 | 0 | 0 | 0 | 0         | 0      |

| Пол    | Укупно | Неожењен/Неудата | Ожењен/Удата | Удовац/Удовица | Разведен/Разведена | Непознато |
| ------ | ------ | ---------------- | ------------ | -------------- | ------------------ | --------- |
| Мушки  | 22     | 12               | 10           | 0              | 0                  | 0         |
| Женски | 25     | 9                | 11           | 4              | 1                  | 0         |
| УКУПНО | 47     | 21               | 21           | 4              | 1                  | 0         |

| Пол    | Укупно                    | Пољопривреда, лов и шумарство | Рибарство                            | Вађење руде и камена | Прерађивачка индустрија       |
| ------ | ------------------------- | ----------------------------- | ------------------------------------ | -------------------- | ----------------------------- |
| Мушки  | 13                        | 11                            | 0                                    | 0                    | 0                             |
| Женски | 6                         | 1                             | 0                                    | 0                    | 0                             |
| УКУПНО | 19                        | 12                            | 0                                    | 0                    | 0                             |
| Пол    | Производња и снабдевање   | Грађевинарство                | Трговина                             | Хотели и ресторани   | Саобраћај, складиштење и везе |
| Мушки  | 0                         | 0                             | 0                                    | 0                    | 1                             |
| Женски | 0                         | 0                             | 1                                    | 0                    | 0                             |
| УКУПНО | 0                         | 0                             | 1                                    | 0                    | 1                             |
| Пол    | Финансијско посредовање   | Некретнине                    | Државна управа и одбрана             | Образовање           | Здравствени и социјални рад   |
| Мушки  | 0                         | 0                             | 0                                    | 1                    | 0                             |
| Женски | 0                         | 0                             | 0                                    | 3                    | 0                             |
| УКУПНО | 0                         | 0                             | 0                                    | 4                    | 0                             |
| Пол    | Остале услужне активности | Приватна домаћинства          | Екстериторијалне организације и тела | Непознато            | Непознато                     |
| Мушки  | 0                         | 0                             | 0                                    | 0                    | 0                             |
| Женски | 0                         | 0                             | 0                                    | 1                    | 1                             |
| УКУПНО | 0                         | 0                             | 0                                    | 1                    | 1                             |

## Познате личности
- Гавро Вуковић, правник и министар иностраних послова Кнежевине Црне Горе
- Саво Оровић, пуковник Југословенске војске и генерал-пуковник ЈНА